# Данні Дензонгпа
Тшерінґ Пхінто Дензонгпа, відомий як Данні Дензонгпа (англ. Tshering Phintso "Danny" Denzongpa; *25 лютого 1948) — індійський актор сіккімського походження, що знімався в багатьох фільмах Боллівуду. Дензонгпа народився в Сіккімі за часів монархії. За національністю — бхутія, його рідна мова — бхутія.
Він розпочав кар'єру співаючи індійські та непальські пісні та граючи в індійських та непальських фільмах. Він грав в багатьох фільмах мовою гінді, таких як Ашока і 16 Грудня. Також він грав і міжнародних фільмах, таких як Сім років в Тибеті, де він грав разом з Бредом Піттом. У 2003 році Дензонгпа отримав нагороду Padma Shree, четверту за значенням громадянську нагороду країни.